# Jean-Georges Lossier
Jean-Georges Lossier, né le 1er septembre 1911 à Genève et mort le 3 mai 2004 à Thônex (Genève), est un poète, critique littéraire et sociologue suisse.

## Biographie
Petit-fils de Louis Lossier, directeur de l'École d'horlogerie de Besançon et fils de Louis Lossier, horloger-régleur chez Vacheron Constantin, Jean-Georges Lossier naît dans la vieille ville de Genève. Après avoir obtenu sa maturité, il étudie la sociologie à l'Université de Genève jusqu'en 1937 où il conclut, sous la direction de G.-L. Duprat, une thèse de doctorat sur Proudhon, après avoir suivi, à la fin des années 1920, une formation de compositeur auprès de Joseph Lauber.
Dès le début des années 1930, il abandonne la composition pour se tourner vers la poésie. Pendant plusieurs décennies il écrit également des critiques littéraires pour des journaux et des revues ainsi que pour la Radio suisse romande. Il a notamment tenu une chronique de poésie dans le Journal de Genève, de 1961 à 1976.
Toute sa vie il travaille au sein du Comité international de la Croix-Rouge où, entre 1950 et 1976, il est rédacteur en chef de la Revue Internationale de la Croix-Rouge. Après son habilitation en 1948, il est, en plus, chargé de cours entre 1949 et 1955 à l'Université de Genève dans le domaine de la sociologie.
En 1939 paraît à Paris son premier recueil de poèmes, Saison de l’espoir. Cinq autres le suivent à un rythme plus ou moins régulier : en 1995, ils sont regroupés et publiés sous le titre Poésie complète 1939-1994.
Jean-Georges Lossier meurt à l'âge de 92 ans dans sa ville natale.

## Publications

### Poésie
- Saisons de l’espoir, Paris, Corréa, 1939
- Haute cité, Genève, Kundig, 1943
- Chanson de misère, Paris, Seghers, 1952
- Du plus loin, Boudry, La Baconnière, 1966
- Le long voyage, Lausanne, L'Âge d'Homme, 1979
- Lieu d’exil, Lausanne, Empreintes, 1990
- Poésie complète 1939–1994, Lausanne, Empreintes, 1995,  (ISBN 2-940133-07-7)

### Sociologie
- Le Rôle social de l’art selon Proudhon. Paris, Vrin, 1937
- Solidarité – Signification morale de la Croix-Rouge. Boudry, La Baconnière, 1948
- Les Civilisations et le service du prochain, Paris, La Colombe, 1958

### Correspondance
- Pourquoi serions-nous heureux ? Correspondance 1945–1982 (avec Alice Rivaz). Carouge, Zoé, 2008,  (ISBN 978-2-88182-635-1)

## Prix et distinctions
- 1943 Prix Schiller (pour Haute cité)
- 1946 Prix Edgar-Allan-Poe
- 1959 Prix Broquette-Gonin de l'Académie française
- 1966 Prix des écrivains genevois de la Ville de Genève
- 1980 Prix de la Commission de littérature de langue française du Canton de Berne et Prix Louise-Labé
- 1999 Prix quadriennal de la Ville de Genève
- 2002 Prix de la Commission de littérature de langue française du Canton de Berne